# 浜平右衛門

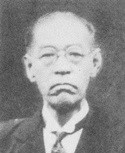
浜平右衛門

浜 平右衛門（濱、はま へいえもん、1882年（明治15年）7月27日 - 1949年（昭和24年）4月25日）は、明治時代後期から昭和時代前期の政治家、実業家、銀行家。貴族院多額納税者議員。幼名は小太郎。

## 経歴
浜佐太郎の長男として、茨城県新治郡石岡町（現在の石岡市）に生まれる。1898年（明治31年）1月、家督を相続し、改名する。実業界にて石岡電気、鹿島参宮鉄道、北浦電気、太田製糸、常南電気、北総電気の各社長、常磐銀行、石岡銀行、水戸電気鉄道の各取締役など重役を歴任。ほか、茨城県醤油醸造組合、同信用組合の各組合長を務めた。
地方政界においては、石岡町会議員、同消防組頭、産業組合中央金庫評議員などを歴任した。1925年（大正14年）茨城県多額納税者として貴族院議員に互選され、同年9月29日から1932年（昭和7年）9月28日まで在任した。

## 親族
- 妻：とよ[注 3]（官選京都府知事・木内重四郎[2]、東京音楽学校教授[5]・木内喜右衛門の妹[3]）
- 二女：きみ子（帝国学士院会員・山崎覚次郎に嫁ぐ）[3]